# Hortifruti Brasil
A revista Hortifruti Brasil (HF Brasil) é uma publicação dirigida ao produtores de horticultura e fruticultura brasileiros, publicada pelo Cepea, órgão vinculado à USP, com sede em Piracicaba. Teve sua primeira edição no ano de 2002.
A revista é uma referência no setor e, por integrar a equipe de pesquisadores do Centro de Estudos Avançados em Economia Aplicada da USP, reúne artigos voltados aos produtores com integração à pesquisa e recomendações técnicas.
Em 2021 a revista lançou novo site, mantendo o acervo de todas as edições anteriores, bem como pesquisas de mercado, sistema de busca de cotações, vídeos, etc.